# Огиевский-Охоцкий, Пётр
Пётр Николаевич Огиевский-Охоцкий (укр. Петро Огієвський-Охоцький, 1814—1870, Черниговская губерния) — украинский духовный писатель, поэт, этнограф, фольклорист и издатель XIX века, протоиерей.

## Биография
Служил сельским священником на Черниговщине. Собирал материалы о народном быте, обрядах, обычаях, записывал фольклор. Автор статей «Народные обычаи» (1873) и др.
Как писатель и этнограф публиковался в «Черниговский губернских ведомостях». Фольклорные записи П. Огиевского-Охоцкого частично использовал в своих изданиях Б. Гринченко.
Автор «Слов и поучений» (Чернигов, 1880—1890-х гг.), сборника стихов и басен «Мысли на могиле» (укр. «Думки на могилі», 1854), песен и этнографического очерка «Крути не верти, а треба вмерти» и др.
Настоятель Петропавловской церкви при Черниговском тюремном замке (1888). 23 января 1888 г. получил орден святого Владимира 4-й степени.